# Турецкое (сельское поселение)
Турецкое — упразднённое муниципальное образование со статусом сельского поселения в составе Балезинского района Удмуртии.
Административный центр — село Турецкое.
Законом Удмуртской Республики от 17.05.2021 № 49-РЗ к 30 мая 2021 года упразднено в связи с преобразованием муниципального района в муниципальный округ.

## Население
| 2010 | 2012 | 2013 | 2014 | 2015 | 2016 |
| ---- | ---- | ---- | ---- | ---- | ---- |
| 530  | ↘511 | ↘506 | ↘501 | ↘489 | ↘473 |
| 2017 | 2018 | 2019 | 2020 | 2021 |      |
| ↘453 | ↘443 | ↘425 | ↘403 | ↗417 |      |

## Населённые пункты
В состав поселения входят следующие населённые пункты:
| Населённый пункт | Население (2014) |
| ---------------- | ---------------- |
| Большой Унтем    | ↗189             |
| Турецкое         | ↗453             |

## Социальная инфраструктура
В поселении действуют школа и садик (Турецкое), библиотека, 2 клуба, 2 фельдшерско-акушерских пункта. Среди предприятий работают ООО «Никольское», КФХ «Чумберьяг», разрабатываются Турецкое и Горлинское месторождения нефти.